# 方潤華
方潤華，GBS，MBE，JP（1924年12月24日—2022年1月6日），原籍廣東省東莞市厚街鎮河田村，生於廣東省河源市東源縣藍口鎮。香港地產發展商和投資商協成行集團主席、方樹福堂基金及方潤華基金主席，香港中旅國際投資有限公司獨立非執行董事。曾被《福布斯》选为「亚洲慈善英雄」，亦曾获颁发最高荣誉「中华慈善奖」，方潤華在2013年《福布斯》香港富豪榜以25亿美元（约155亿人民币）排名第21位，2016年以23億美元身家佔福布斯全球富豪榜第771位。

## 生平

### 早年經歷
方潤華有3名胞弟，1927年隨其父方樹泉到香港，家人在筲箕灣開設「義德芝麻廠」，向政府租下萬餘呎公地作晾曬芝麻之用。方潤華早年入讀葉名蓀私塾及英皇書院，期間遇上日軍侵華，令他無法繼續學業，1941年離校。1943年，家族事業義德芝麻廠開始從事由內地進口桂皮（即香料玉桂）及芝麻轉售美國的業務。

### 創立協成行
1948年方潤華與父親方樹泉在中環永和街創立協成行集團，至1951年，協成行已經發展成本港最大桂皮出口商，惟適逢韓戰爆發聯合國對華禁運，香港經濟急劇轉型。方氏父子洞燭先機開始涉足地產及建築業，陸續購置房產、地皮，1958年出售公司第一幢住宅物業錦華大廈，逐步發展成為本港老牌地產商之一，亦是1965年成立的香港地產建設商會創始會員；1976年港府鼓勵市民置業安居，協成行順應時勢積極擴充地產業務，高峰時發展項目近百個，並確立「出售住宅單位，保留地鋪出租」長期發展策略，配合集團一貫堅守的穩健原則，為家族事業奠定基礎。
隨着香港金融業發展，協成行把握機遇與長江實業、新鴻基地產等華資地產企業於1972年同期掛牌上市，每股作價1元，集資共達1億元。
協成行於1989年私有化，以每股十五元價格收購市面流通股份。1993年方潤華幼子方文雄由美國回港發展，逐步接棒成為協成行掌舵人，帶領公司發展邁向新的台階。2012年其孫方添輝( 方文雄長子)亦學成，加入公司負責酒店項目。

### 逝世
2022年1月6日，協成行公司發新聞稿，公告協成行主席、前地產建設商會副會長方潤華在家人陪伴下逝世，終年98歲。

## 公職及榮譽
方潤華於香港及國內外社會兼職甚多，現身兼香港特區太平紳士、香港經濟促進會主席、香港國際投資總商會特別顧問、香港紅十字會顧問及香港培華教育基金會委員、香港兒童健康基金副贊助人、香港東莞同鄉總會首席榮譽總監和中華慈善總會名譽會長、中國青少年發展基金會名譽理事、中國海外交流協會常務理事及廣東、安徽等省的海外聯誼會或海外交流協會顧問，以及本港、國內外數十所大學聘請他為名譽(或顧問、客座)教授或校董會成員等。他還曾歷任香港地產建設商會副會長、東華三院首總理（1956年至1957年）、保良局總理兼主席（1964年至1966年）等。他於1968年獲大英帝國員佐勳章。1960年代曾任賭博政策諮詢委員會委員、地產商會委員會委員、東莞同鄉會主席以及香港仔街坊會方樹泉小學校監。
方潤華先後榮獲第四屆全國十大「扶貧狀元」、國家民政部頒授「中華慈善獎」、國內外15所大學頒授榮譽博士或榮譽院士、14個城市頒授榮譽市民及香港特區政府頒授銀紫荊星章、金紫荊星章等。鑒於方潤華伉儷對社會的貢獻，1994年及2006年先後經國際小行星組織批准，將5198號小行星命名為「方潤華星」，「5709」號小行星命名為「方譚遠良星」，夫婦同獲命名，在中國屬首例。

## 慈善
方潤華於1977年已與其父共同創辦非牟利慈善機構—方樹福堂基金，再於1986年成立方潤華基金，兩個基金每年從家族公司抽取10%以上利潤用於行善，從1978年起，先後在香港捐建一所中學、四所小學，其中一所為位處於天水圍的中華基督教會方潤華小學（原基秀小學），在香港十所大學、澳門大學及台灣交通大學等均有捐資教育項目。
中國改革開放後，基金捐建從幼兒園到大學之教育項目約六百個，遍佈全國三十一個省、市及自治區；近年隨着祖國教育事業日益完善，基金逐漸將捐資重點轉到支持醫療方面，除已捐建鄉鎮衛生院五十六所外，亦選擇優質高校資助醫療教研項目，研究防治癌症、乙肝、糖尿病等常見都市病，推動中西醫結合治療。